# Койфман, Владимир Александрович
Владимир Александрович Койфман (род. 17 февраля 1959, Петропавловск) — режиссёр театра и кино, сценарист, продюсер, художник, преподаватель актёрского мастерства.

## Биография
Свой творческий путь Владимир Койфман начал с карьеры художника в 1980-х годах после окончания Ленинградского высшего художественно-промышленного училища имени Веры Мухиной.
Следующим этапом он продолжил образование в Ленинградском Государственном институте театра музыки и кинематографии (ЛГИТМиК), на режиссёрском факультете. В 1987 году, ещё будучи студентом, он возглавил «Ленинградский камерный театр», в качестве режиссёра и художественного руководителя.
В 1992 году по приглашению Michael Manicardi руководителя театра Badhuis Theatre Владимир Койфман уехал в Амстердам, где после года сотрудничества, основал свой театр The Amsterdam Camber Theatre (Амстердамский камерный театр) и стал его режиссёром и руководителем. Его театр много путешествовал, принимая участие в различных театральных фестивалях в Италии, России, Чехии, Египте, Голландии, Ирландии, Польше, Дании, Норвегии и Украине.
Владимир Койфман автор и постановщик спектаклей «Очарованный апрель», «Госпожа де Сад», «Лысая сопрано», «Сказки женщин», «Мисс Юлия», «Швейк» и других, некоторые из них завоевали многочисленные награды на фестивалях.
Владимир активно сотрудничал с Театром на Васильевском в Санкт-Петербурге и Театром Луны в Москве. Его спектакль «Ночь перед Рождеством» ставился в Театре на Васильевском в течение 20 лет, спектакль «Старый новый Фауст» по пьесе Владимира Койфмана в московском Театры Луны идет с 1997 до сих пор.
Одновременно с работой в театре Владимир принимал участие в организации  GITIS Scandinavia (скандинавское отделение «Российской академии театрального искусства, ГИТИС») для европейских студентов в Дании, Орхусе, где преподавал актёрское мастерство и философию искусств.
Первые выпускники начали свою карьеру по всей Европе в 2004 году. Среди них был Кристофер Хивью(Тормунд «Игра престолов»).
Владимир вернулся в Россию в 2008 году, работал на телевидении и начал снимать фильмы и сериалы по заказу телеканалов. С тех пор он снял более 150 серий для различных телеканалов, таких как «Профиль убийцы» и «Отель «Феникс». В 2019 году завершил работу над полнометражным фильмом «Илиана. Верь мне» в качестве сценариста, режиссёра и продюсера.

## Фильмография
| Год       |     | Название                               | Роль в создании                           | Примечания       |
| 2009      | т/с | «След»                                 | Режиссёр-постановщик                      | 22 серии 1 канал |
| 2011      | т/с | Профиль убийцы                         | Режиссёр-постановщик                      | 16 серий НТВ     |
|           | т/с | Уральская кружевница                   | Режиссёр-постановщик                      | 8 серий Россия 1 |
| 2013      | т/с | Второй убойный-2                       | Режиссёр-постановщик                      | 16 серий НТВ     |
| 2013      | т/с | Такая работа                           | Режиссёр-постановщик                      | 11 серий 5 канал |
| 2014-2015 | т/с | Профиль убийцы-2                       | Режиссёр-постановщик                      | 24 серии НТВ     |
| 2015      | т/с | Морские дьяволы. Смерч-3               | Режиссёр-постановщик                      | 12 серий НТВ     |
| 2015      | т/с | Смерч. Судьбы-2. Лабиринт.             | Режиссёр-постановщик                      | 2 серии НТВ      |
| 2017      | т/с | Акватория                              | Режиссёр-постановщик                      | 8 серий 5 канал  |
| 2017      | т/с | Авария                                 | Режиссёр-постановщик                      | 4 серии ТВЦ      |
| 2018      | д/ф | Отцы и дети. Испытание.                | Режиссёр, сценарист                       |                  |
| 2019      | т/с | Агата и сыск. Королева брильянтов.     | Режиссёр-постановщик                      | 4 серии ТВЦ      |
| 2019      | п/м | Илиана. Верь мне                       | Режиссёр-постановщик, сценарист, продюсер |                  |
| 2019      | т/с | Немедленное реагирование               | Режиссёр-постановщик                      | 10 серий НТВ     |
| 2019      | д/ф | Герои нашего времени                   | Режиссёр, сценарист                       |                  |
| 2020      | т/с | Агата и сыск. Рулетка судьбы.          | Режиссёр-постановщик                      | 4 серии ТВЦ      |
| 2020      | т/с | Никогда не разговаривай с незнакомками | Режиссёр-постановщик                      | 4 серии ТВЦ      |
| 2020      | т/с | Танцы на песке                         | Режиссёр-постановщик                      | 4 серии ТВЦ      |
| 2021      | т/с | Отель «Феникс»                         | Режиссёр-постановщик                      | 8 серий ТВЦ      |
| 2022      | т/с | Военная полиция                        | Режиссёр-постановщик                      | 20 серий НТВ     |
| 2023      | т/с | Рэмбо                                  | Режиссёр-постановщик                      | 8 серий Рен ТВ   |
| 2023      | п/м | Выгодный риск                          | Режиссёр-постановщик                      |                  |

## Театральные работы
1988-1992  
Художественный руководитель «Ленинградского государственного камерного театра».
- Режиссёр-постановщик и художник-постановщик спектаклей «Сад камней» В.Койфман (по мотивам древне-японской поэзии), «Играем Стриндберга» Ф.Дюрренматт, «Эндшпиль» С.Беккет и др.

1992-2008
- Amsterdam Chamber Theatre ACT, Amsterdam Netherlands. Художественный руководитель, режиссёр.
- Режиссёр-постановщик и художник постановщик более 20-ти спектаклей: «Чайка», «Леший» А.Чехов, «Мисс Жюли» А.Стриндберг, «Швейк» Я.Гашек, «Лысая певица» Э.Ионеско, «Сказки из гарема», «Моя сестра Ева», «Шарообразная симфония», «Человек, который хотел» В.Койфман и др.

1998-2008
Режиссёр-постановщик и художник-постановщик
- Санкт-Петербург, «Театр Сатиры на Васильевском», спектакли: «Очарованный апрель» Т. Лина, «Сказки женщин» М. Рыбкина, «Мадам де Сад» М. Миссима, «Ночь перед Рождеством» Н. Гоголь.
- Москва, «Театр Луны», спектакль «Фауст» В. Койфман
- Словакия, Rožňava, «Theatre  ACTORES» спектакль «Жизнь одинокого удава в большом городе» В.Койфман.
- Египет, Каир, «Молодёжный театр» (مسرح الشباب), спектакль «Они» В.Койфман и др.

## Преподавательская деятельность
2000-2008
- Преподаватель истории и философии искусства и актёрского мастерства в филиале Российской академии театрального искусства «GITIS Scandinavia» Aarhus, Denmark.
- Режиссёр-постановщик и художник-постановщик в «Theatre Studio» Aarhus, Denmark, было поставлено более 20-ти спектаклей: «Войцек» Г.Бюхнер, «Декамерон» Д.Боккаччо, «Шесть персонажей в поисках автора» Л.Пиранделло, «Калигула» А.Камю, «Служанки» Ж.Жене, «Человек и джентльмен» Э. де Филиппо и др.

## Номинации и награды
- 2021 Телесериал «Отель «Феникс» занял третье место[17] на Фестивале «Киношок»
- 2021 ПОБЕДИТЕЛЬ В НОМИНАЦИИ «ЛУЧШИЙ ТВ-СЕРИАЛ 2021» на Нью-Йоркском фестивале NYCTVF призы за лучшую мужскую (Константин Крюков) и женскую (Дарья Ленда) главные роли,  мужскую роль второго плана (Александр Половцев)[18]
- 2021 Лучшие титры титры фильма или сериала "Отель "Феникс" [19]
- 2021 Документальный фильм "Герои нашего времени" завоевал Гран-при Русского фестиваля
- 2022 Телесериал «Отель «Феникс» номинирован на Премию АПКиТ как «Лучший мини-сериал»[20]
- 2023 Полнометражный фильм «Агата и сыск. Выгодный риск», гран-при фестиваля «Амурская осень»
- 2023 Полнометражный фильм «Агата и сыск. Выгодный риск» лучшая режиссерская работа фестиваль «Малая земля»
- 2023 Полнометражный фильм «Агата и сыск. Выгодный риск» приз прессы «За обращение к сложному жанру кино» – историческому детективу» прессы «Черноречье Фест»